# Сангурский, Михаил Владимирович
Михаил Владимирович Сангурский (1894 — 28 июля 1938) — советский военный деятель, комкор (1935). Предположительно должен был быть девятым подсудимым на процессе 11 июня 1937 по делу Тухачевского.

## Юность и Первая мировая война
Родился в мае 1894 года в Москве в еврейской семье инженера-путейца. В 1912 году окончил гимназию, после чего поступил на юридический факультет в Московский университет.
В 1914 году был призван на службу в Российскую императорскую армию и направлен на учёбу в Александровское военное училище. По окончании ускоренного курса училища получил звание прапорщика, в котором воевал всю Первую мировую войну. Последняя должность перед демобилизацией — младший офицер роты.

## Гражданская война
В РККА с 1918 года. С марта 1918 — начальник оперативной части Оренбургского губернского штаба. С сентября 1918 — председатель коллегии объединённого штаба войск Оренбургской и Туркестанской групп. В 1919 вступил в РКП(б). В Гражданскую войну командир бригады, затем 15-й Инзенской дивизии. С 7 по 19 октября 1920 начдив 40-й Богучарской стрелковой дивизии.

## Послевоенный период
С 1921 командовал 16-й отдельной Богучарской бригадой войск ВЧК. Затем командовал 1-й Харьковской дивизией особого назначения. С мая по август 1923 служил комендантом Кронштадтской крепости. С августа 1924 командовал 1-м стрелковым корпусом.
Летом 1926 убыл в Китай, где под псевдонимом «Усманов» служил военным советником Калганской группы у маршала Фэн Юйсяна.
Приказом РВС СССР по личному составу армии января 1928 года N3 назначается с 1 января 1928 года Заместителем начальника штаба Московского военного округа (газета Известия, № 18, 21 января 1928).
После возвращения из Китая, в марте 1928 назначен командиром 11-го стрелкового корпуса. В 1929 году окончил КУВНАС при Военной академии имени М. В. Фрунзе. С января 1930 — начальник штаба ОКДВА.

## Арест и смерть
Обстоятельства ареста Сангурского несколько неясны. 31 мая 1937 он был уволен из РККА. Известно, что арест был произведён без санкции прокурора на основании телеграфного распоряжения М. П. Фриновского. Согласно исследованию О. Ф. Сувенирова, арестовали Сангурского 1 июня 1937 года в Хабаровске. Однако, согласно телеграмме, отправленной 28 мая 1937 С. Н. Богомягковым в Управление делами НКО СССР, ещё 26 мая Сангурский выехал на поезде из Хабаровска в Москву, куда он был вызван наркомом обороны К. Е. Ворошиловым. Согласно другим исследованиям, арест был произведён 1 или 2 июня, но уже в пути следования на железнодорожной станции в Кирове.
Следствие по делу Сангурского вели сотрудники 5-го отдела ГУГБ НКВД СССР Николаев, В. С. Агас и М. В. Орешенков. Уже 4 июня он признал себя виновным в участии в военном заговоре, возглавляемом М. Н. Тухачевским, о чём было доложено Сталину, Ворошилову и Ежову. Н. С. Черушев полагает, что это признание и послужило основанием для включения Сангурского в качестве одного из 10 руководителей заговора в РККА в текст приказа НКО СССР № 072 от 7 июня 1937 года с обращением к армии по поводу раскрытия НКВД предательской контрреволюционной военно-фашистской организации в РККА. Н. С. Тархова высказала предположение, что Сангурский был включён в приказ для устрашения В. К. Блюхера. В первоначальном проекте приказа его фамилия отсутствовала, но при подписании приказа была в него вписана лично Ворошиловым. Этот вариант приказа с фамилией Сангурского был доведён до всего личного состава РККА. Текст приказа, в частности, гласил:

К числу этих оставшихся до последнего времени не разоблаченными предателей и изменников относятся и участники контрреволюционной банды шпионов и заговорщиков, свившей себе гнездо в Красной армии. Руководящая верхушка этой военной фашистскотроцкистской банды состояла из людей, занимавших высокие командные посты в Рабоче-крестьянской Красной армии.
Как видно из материалов Народного комиссариата внутренних дел, сюда входили: бывшие заместители народного комиссара обороны Гамарник и Тухачевский, бывшие командующие войсками округов Якир и Уборевич, бывший начальник Военной академии имени т. Фрунзе Корк, бывшие заместители командующих войсками округов Примаков и Сангурский, бывший начальник Управления по начальствующему составу Фельдман, бывший военный атташе в Англии Путна, бывший председатель Центрального совета Осоавиахима Эйдеман…
Конечной целью этой шайки было — ликвидировать во что бы то ни стало и какими угодно средствами советский строй в нашей стране, уничтожить в ней советскую власть, свергнуть рабоче-крестьянское правительство и восстановить в СССР ярмо помещиков и фабрикантов.
Для достижения этой своей предательской цели фашистские заговорщики не стеснялись в выборе средств…
Сейчас эти враги народа пойманы с поличным. Они целиком признались в своем предательстве, вредительстве и шпионаже. Нельзя быть уверенными, что и эти заклятые враги трудящихся полностью рассказали все, что они сделали. Нельзя верить и тому, что они выдали всех своих единомышленников и сообщников. Но главные организаторы, руководители и шпионы, непосредственно связанные с германскими и японскими генеральными штабами и их разведками, разоблачены. Они получат заслуженное возмездие от карающей руки советского правосудия.

Сангурский, видимо, должен был быть одним из подсудимых на процессе Тухачевского 11 июня 1937, чего однако не произошло. Неизвестно, кто и почему исключил его из списка подсудимых. В. С. Мильбах высказал мнение, что фигура комкора-дальневосточника не удовлетворяла устроителей процесса.
Согласно сводкам показаний арестованных, направлявшихся Сталину в 1937—1938, в ходе следствия на Сангурского были получены показания от ряда высших командиров РККА. В феврале 1938 Ф. А. Ингаунис дал показания, что по заданию Якира по прибытии в ОКДВА в январе 1937 связался с Сангурским и поддерживал связь только с ним, так как получил от Я. И. Алксниса директиву, что заговорщики в ОКДВА на грани провала; по заданию Сангурского он якобы покрывал вредительство А. Я. Лапина и продолжал вредительство в аэродромном строительстве. 27 февраля 1938 Я. З. Покус показал, что в 1934 году Сангурский завербовал его в военно-фашистский заговор и дал задание вести подрывную работу в армии в целях сдачи Дальнего Востока японцам; по его показаниям Сангурский контактировал свою работу с аналогичной подрывной деятельностью группы заговорщиков в Приморье под руководством Путны; в 1936 году Сангурский якобы в связи с усилением обороноспособности Дальнего Востока дал директиву «развернуть вредительство в армии в целях ослабления её боеспособности и подготовки поражения на случай японской интервенции». В начале апреля 1938 Я. П. Гайлит показал, что будучи в феврале 1937 года на оперативной военной игре в ОКДВА по заданиям М. Н. Тухачевского лично связался с Сангурским и вместе с ним разработал для проведения в жизнь в самом начале войны с Японией пораженческий вредительски составленный оперативный план для армии Благовещенского направления. В апреле 1938 И. Н. Кадацкий-Руднев дал ряд показаний на Сангурского: что в 1933 году, будучи направлен командовать АКВФ, по заданию Я. Б. Гамарника связался с Л. Н. Аронштамом и Сангурским, которые в последующем руководили его заговорщической деятельностью; что по заданию Сангурского он якобы возглавил антисоветскую военную организацию в АКВФ и создал там вредительские и диверсионные группы. 20 апреля 1938 В. Н. Козловский показал, что Сангурский был известен ему как участник военного заговора.
Сангурский неоднократно отказывался от своих показаний об участии в военном заговоре, но затем под пытками признавался вновь. Он также дал ряд других показаний. В частности, он показал, что центром право-троцкистской организации в ДВК за антисоветскую диверсионно-вредительскую и шпионско-террористическую деятельность было получено от японской разведки около трёх миллионов рублей. Как отмечает О. Ф. Сувениров, показания такого рода были большой редкостью.
Имя М. В. Сангурского содержится в «Сталинском списке» от 26 июля 1938 года, как предназначенного к осуждению по 1-й категории (расстрел); за применение данной меры проголосовали Сталин и Молотов.
В судебном заседании 28 июля 1938 года Сангурский признал себя виновным в участии в военном заговоре. Определением ВКВС был признан виновным в участии в военно-фашистском заговоре и шпионаже в пользу японской армии и приговорён к высшей мере наказания. В тот же день приговор был приведён в исполнение.
Реабилитирован посмертно 18 апреля 1956 определением Военной коллегии Верховного суда СССР.

## Награды
- Орден Красного Знамени (1921[1])

## Адрес
Проживал в Хабаровске по улице Серышева в доме № 4.